# Mario Desbordes
Mario Guillermo Desbordes Jiménez (Los Andes, 15 de octubre de 1968) es un abogado, político, excarabinero y exministro de estado chileno, actual alcalde de la comuna de Santiago desde el 6 de diciembre de 2024. 
Militante de Renovación Nacional (RN), partido del cual fue secretario general entre diciembre de 2010 y marzo de 2018, cuando pasó a ser presidente del mismo, dejando el cargo en julio de 2020. 
En 2017 fue elegido como diputado por el distrito N.° 8 de la Región Metropolitana para el periodo 2018-2022, sin finalizarlo, luego de haber sido nombrado como ministro de Defensa por el presidente Sebastián Piñera, el 28 de julio de 2020,cargo que ejerció hasta su renuncia el 18 de diciembre de 2020, para iniciar su candidatura presidencial por Renovación Nacional.  Entre marzo y diciembre de 2010 se desempeñó como Subsecretario de Investigaciones, bajo el primer gobierno de Piñera.
Es el actual alcalde de la comuna de Santiago tras su victoria ante la candidata a la reelección de la entonces alcaldesa, Irací Hassler.

## Biografía

### Familia
Es hijo de Mario Alberto Desbordes Sáez, asesor de Carabineros y, de Isabel Ester Jiménez Gutiérrez. De un primer matrimonio contraído en 1994, tuvo dos hijos: Francisca y Diego, y a los cuatro años de matrimonio se separó. Desde el 2001 está casado con Carolina Beatriz Pereira Cáceres, de profesión ingeniero civil y que actualmente ejerce como directora de Capacitación de la Universidad San Sebastián. Tiene con ella una hija, Florencia. Además tiene dos hermanos y una nieta. Era hermano de Pablo Desbordes, un alto directivo de la Universidad San Sebastián y muy cercano a Pablo Longueira, desempeñándose como presidente de la Juventud UDI durante la presidencia de este. El 1 de marzo de 2010, mismo mes en que asumió como subsecretario, Pablo murió luego de que se cayera la avioneta en la que viajaba junto a otras 5 personas que se dirigían a Concepción. Mario Desbordes leyó una carta en su funeral.

### Primeros años y estudios
Desbordes pasó parte de su infancia en su natal Los Andes, para trasladarse posteriormente a la ciudad de Santiago, residiendo en la comuna de La Cisterna hasta 1986. Realizó sus estudios básicos en la Escuela pública E-556 (hoy Escuela Palestino) de esa comuna, y los estudios secundarios en el Liceo A-109 de la comuna de El Bosque (hoy Juan Gómez Millas).
Tiene un diplomado en ciencias policiales, diplomado en administración de empresas de la Universidad de Talca, bachiller en ciencias sociales y una licenciatura en ciencias jurídicas de la Universidad La República-casa de estudios ligada a la masonería-, titulándose de abogado en noviembre de 2018, mientras era diputado.

### Trayectoria en Carabineros y Gendarmería
En 1987 ingresó a la Escuela de Carabineros de Chile, donde se graduó como subteniente de Orden y Seguridad de Carabineros el año siguiente. Desempeñó funciones como oficial policial en la ciudad de Talca, donde ocupó diversos cargos tales como jefe de la Tenencia Abate Molina, jefe de la Tenencia de Carreteras y ayudante o edecán de los Intendentes Regionales Gabriel Jiménez Moraga (PR) y Arturo Castro Salgado (PPD).
En mayo de 1994 renunció a Carabineros para casarse. En junio de ese año, ingresó a Gendarmería de Chile, donde trabajo en los períodos de los directores Claudio Martínez, Mario Morales y Hugo Espinoza. En Gendarmería se desempeñó como jefe laboral de los Penales de Colina I y II, Coordinador nacional de los Centros de Educación y Trabajo, jefe del Sistema Semi-abierto y finalmente como jefe de Departamento laboral, todos en tareas de reinserción de personas privadas de libertad. En marzo de 2000 dejó la institución.

### Trayectoria laboral
En el año 2000 realizó asesorías jurídicas, en 2001 asumió como Gerente de la empresa Lotería Agencias Limitada, y en 2002 como Gerente General de la Red Propia de Locales de Lotería de Concepción, cargo que desempeñó hasta junio de 2005. Entre 2005 y 2007 realizó un emprendimiento PYME como dueño de tiendas de servicios fotográficos bajo la marca Kodak Express, negocio que por la caída de los revelados tradicionales, y la poca impresión de fotografías digitales vendió a la marca Konica.
Desde 2007 a 2009 realizó diversas asesorías a empresas.

#### Reconocimientos
En el año 2011, su natal Los Andes, en el marco del 220.° aniversario de la comuna, lo distinguió por acuerdo del Consejo Comunal, como Ciudadano Ilustre.
El 30 de mayo de 2013, en el marco de la ceremonia de aniversario de la Comuna, Desbordes fue reconocido como "vecino destacado" de la comuna de La Cisterna, reconocimiento entregado por el alcalde Santiago Rebolledo, y por el concejal Bernardo Suárez.

## Carrera política

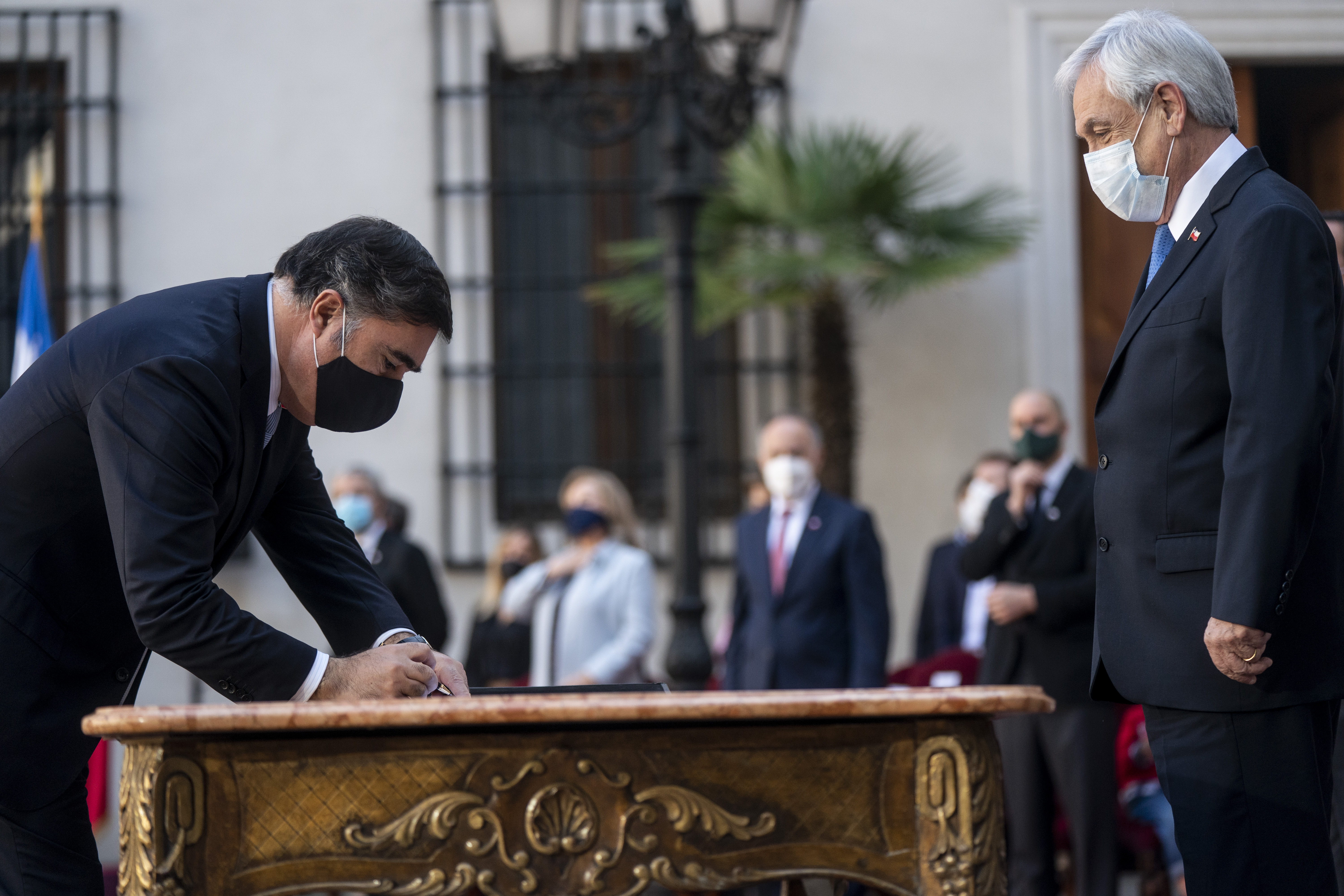
Nombramiento de Mario Desbordes como Ministro de Defensa en julio de 2020.

En el plebiscito de 1988, a los 19 años, Desbordes voto por el «Sí». Cuando le preguntan, dice que no se arrepiente de esa opción.
Ingresó al partido Renovación Nacional (RN) en 2000. Si bien tuvo invitaciones para militar en la Unión Demócrata Independiente (UDI), su admiración por Sergio Onofre Jarpa e influencia de amigos del partido, lo llevaron a preferir RN.
Durante su vida partidaria ha sido presidente comunal de Buin y dirigente distrital, dando sus primeros pasos en política con cercanía a Carlos Larraín y la entonces diputada Lily Pérez, quienes luego lo impulsaron como presidente de RN en la Región Metropolitana en el período 2008-2009. En 2008 fue candidato a alcalde por la comuna de Lo Prado, en Santiago.
Durante 2009 fue designado jefe del equipo de avanzada del entonces candidato presidencial Sebastián Piñera. En 2010 fue nombrado por el asumido presidente Piñera en el cargo de subsecretario de Investigaciones, cargo en el que se mantuvo hasta el 23 de diciembre del mismo año, cuando se puso término legal a dicha repartición por la readecuación que entre otras cosas, pasó a las polícias desde el Ministerio de Defensa Nacional, al Ministerio del Interior y Seguridad Pública (Ley N.° 20.502).
También se desempeñó como jefe del Gabinete del exalcalde de Cerro Navia, Luis Plaza.
Ha sido electo dos veces por el Consejo General de RN como miembro de la Comisión Política. El 2010 obtuvo la primera mayoría en la elección para esa instancia partidaria. El 24 de diciembre de 2010 asumió la Secretaría General de ese partido, desempeñándose en el cargo durante tres periodos consecutivos, primero bajo el mandato de Carlos Larraín y luego de Cristián Monckeberg.
En las elecciones parlamentarias de 2017 resultó elegido diputado por el distrito N.° 8, correspondiente a las comunas de Colina, Lampa, Tiltil, Quilicura, Pudahuel, Estación Central, Cerrillos y Maipú, de la Región Metropolitana con 17.776 votos, equivalentes al 4,20% de los sufragios totales. Integró las comisiones permanentes de Defensa Nacional; y de Seguridad Ciudadana. Además de formar parte del Comité parlamentario de RN.
El 10 de marzo de 2018 finalizó su periodo en la Secretaría General y asumió como presidente de Renovación Nacional (RN).
El 28 de julio de 2020, tras el quinto cambio de gabinete del gobierno de Sebastián Piñera, fue nombrado ministro de Defensa Nacional, dejando así la presidencia del partido y también el escaño en la Cámara de Diputados. Fue sucedido por el concejal de Lo Prado Camilo Morán.
En las elecciones municipales de 2024 celebradas en el mes de octubre, Mario Desbordes fue electo alcalde de la comuna de Santiago con el 51,08% de los votos, venciendo por amplio margen a la comunista Irací Hassler quien iba por la reelección y logró solamente el 28,65% de los votos.

## Historial electoral
| Año  | Tipo                      | Territorio              | Pacto             | Partido | Votos   | %     | Resultado |
| ---- | ------------------------- | ----------------------- | ----------------- | ------- | ------- | ----- | --------- |
| 2008 | Municipales a alcalde     | Lo Prado                | Alianza por Chile | RN      | 12 860  | 25.10 | No electo |
| 2013 | Parlamentarias a diputado | 27.º distrito electoral | Alianza           | RN      | 15 805  | 11.69 | No electo |
| 2017 | Parlamentarias a diputado | 8.º distrito electoral  | Chile Vamos       | RN      | 17 799  | 4.20  | Diputado  |
| 2021 | Primarias presidenciales  | Chile                   | Chile Vamos       | RN      | 131 674 | 9.80  | No electo |
| 2024 | Municipales a alcalde     | Santiago                | Chile Vamos       | RN      | 110 611 | 51.08 | Alcalde   |